# Бисон (Горња Марна)
Бисон (фр. Busson) насеље је и општина у североисточној Француској у региону Шампањ-Арден, у департману Горња Марна која припада префектури Шомон.
По подацима из 2011. године у општини је живело 41 становника, а густина насељености је износила 4,15 становника/km². Општина се простире на површини од 9,88 km². Налази се на средњој надморској висини од 385 метара.

## Демографија
| 1962. | 1968. | 1975. | 1982. | 1990. | 1999. | 2011. |
| ----- | ----- | ----- | ----- | ----- | ----- | ----- |
| 60    | 72    | 54    | 45    | 42    | 36    | 41    |

График промене броја становника у току последњих година